# Salchichón de Vic

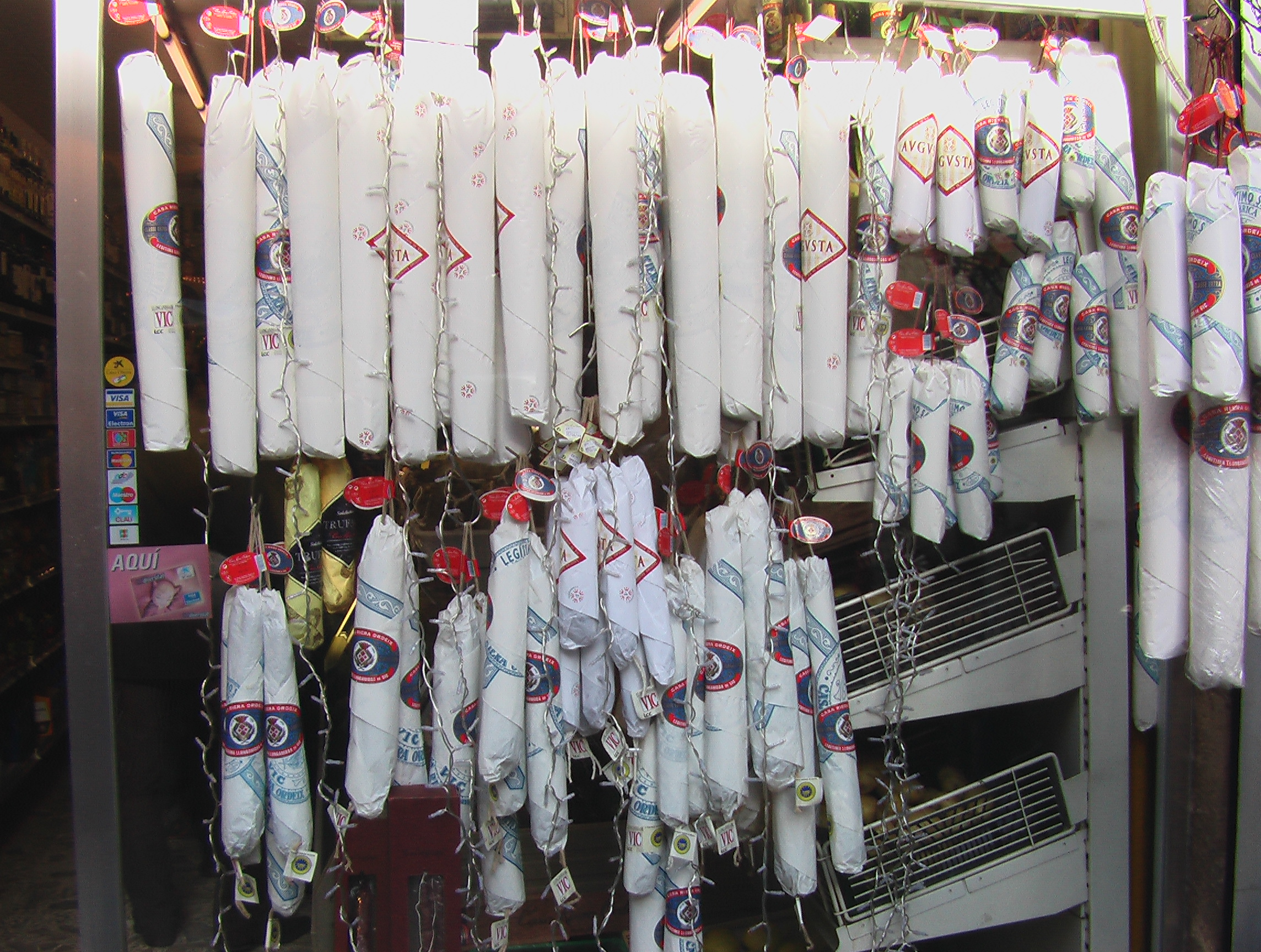
Salchichones de Vic

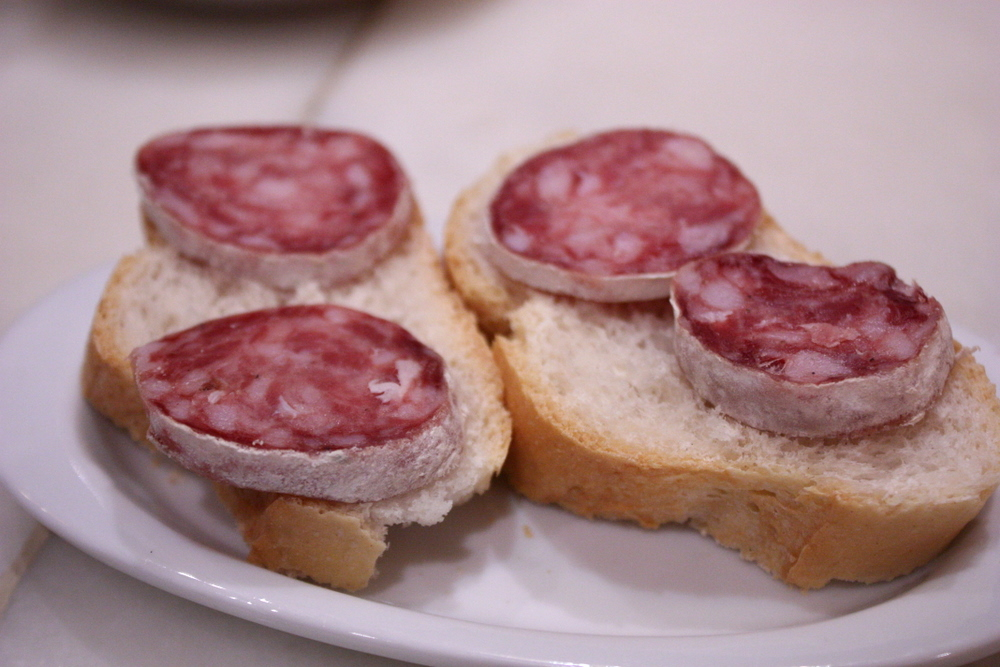
Unas tapas en forma de tosta de salchichón de Vic

El salchichón de Vic (denominado en catalán como Llonganissa de Vic) es un embutido típico español de las comarcas de las provincias de Barcelona  y es consumido en toda España.

## Características
Se trata de un producto elaborado en la comarca  de Osona de la provincia de Barcelona, en la comunidad autónoma de Cataluña en España. Posee Indicación Geográfica Protegida de la ciudad española de Vic (Barcelona) desde el 29 de diciembre de 2001. Para su producción se utilizan generalmente las razas porcinas de Landrace, Large white y Duroc. Se utilizan animales Cerdas Hembras adultas y se sacrifican para la producción de embutido, son madres reproductoras. Este tipo de embutido emplea la carne picada y adobada de estos cerdos que se embute en un trozo grueso y largo de tripa Culana,  con forma de longaniza y, que posteriormente se deja madurar durante 3/6 Meses en Secaderos de Madera. 
La última fábrica que queda de los antiguos Fabricantes, es Casa Riera Ordeix que desde 1872 elabora los Míticos Salchichones de Vic en los Secaderos Originarios de Madera del edificio Fundacional de la empresa. Es una empresa familiar con 6 Generaciones de la Familia Riera.

## Usos
En compañía de aceitunas este tipo de salchichón es frecuente que se suela servir como tapa. A veces es servido en bocadillo o en tostas, como puede ser el típico pan con tomate.